# بریکنویل وودز (دلاویر)
بریکنویل وودز (به انگلیسی: Brackenville Woods) یک منطقهٔ مسکونی در ایالات متحده آمریکا است که در دلاور واقع شده‌است. بریکنویل وودز ۸۲٫۹۱ متر بالاتر از سطح دریا واقع شده‌است.